# 5506 Артільйо
5506 Артільйо (5506 Artiglio, 1987 SV11, 1971 FG1, 1973 YU, 1982 HY1, 1984 WD3, 1991 UH) — астероїд головного поясу, відкритий 24 вересня 1987 року.
Тіссеранів параметр щодо Юпітера — 3,517.